# Wakefield (Kansas)
Wakefield es una ciudad ubicada en el condado de Clay el estado estadounidense de Kansas. En el año 2010 tenía una población de 980 habitantes y una densidad poblacional de 816,67 personas por km².

## Geografía
Wakefield se encuentra ubicada en las coordenadas 39°12′58″N 97°0′55″O / 39.21611, -97.01528 (39.216228, -97.015244).

## Demografía
Según la Oficina del Censo en 2000 los ingresos medios por hogar en la localidad eran de $41,719 y los ingresos medios por familia eran $50,526. Los hombres tenían unos ingresos medios de $31,875 frente a los $19,833 para las mujeres. La renta per cápita para la localidad era de $16,939. Alrededor del 9.4% de la población estaban por debajo del umbral de pobreza.